# أوتو فوغل
أوتو فوغل (بالإنجليزية: Otto Vogel) هو لاعب كرة قاعدة أمريكي، ولد في 26 أكتوبر 1899 في ميندوتا في الولايات المتحدة، وتوفي في 19 يوليو 1969 في آيوا سيتي في الولايات المتحدة.

## وصلات خارجية
- أوتو فوغل على موقعبيزبول رفرنس.كوم (الدوري الرئيسي) (الإنجليزية)
- أوتو فوغل على موقعبيزبول رفرنس.كوم (الدوري الثانوي) (الإنجليزية)